# Festuca tibetica
Festuca tibetica är en gräsart som först beskrevs av Otto Stapf, och fick sitt nu gällande namn av Evgenii Borisovich Alexeev. Festuca tibetica ingår i släktet svinglar, och familjen gräs. Inga underarter finns listade i Catalogue of Life.